# Tim (álbum de The Replacements)
Tim é o quinto álbum de estúdio da banda The Replacements, lançado em 1985, é considerado por fãs e por críticos a segunda obra-prima da banda, juntamente com seu predecessor, Let it Be de 1984. Alex Chilton (do Big Star) foi convidado para ser o produtor, inclusive chegou a trabalhar em algumas demos, mas o álbum acabou sendo produzido por outra lenda do rock, Tommy Erdelyi (Tommy Ramone), o primeiro baterista dos Ramones.

## Faixas
Todas as músicas de Paul Westerberg, exceto as anotadas.

Lado A
1. "Hold My Life" – 4:18
2. "I'll Buy" – 3:20
3. "Kiss Me on the Bus" – 2:48
4. "Dose of Thunder" (Chris Mars, Tommy Stinson, Westerberg) – 2:16
5. "Waitress in the Sky" – 2:02
6. "Swingin' Party" – 3:48

| Críticas profissionais | Críticas profissionais |
| Avaliações da crítica  | Avaliações da crítica  |
| Fonte                  | Avaliação              |
| ---------------------- | ---------------------- |
| allmusic               | 5 de 5 estrelas.       |

Lado B
1. "Bastards of Young" – 3:35
2. "Lay It Down Clown" – 2:22
3. "Left of the Dial" – 3:41
4. "Little Mascara" – 3:33
5. "Here Comes a Regular" – 4:46

Faixas bônus da reedição de 2008
1. "Can't Hardly Wait" (versão acústica, outtake) - 3:52
2. "Nowhere Is My Home" (sessão, outtake) - 4:01
3. "Can't Hardly Wait" (versão elétrica, outtake) - 3:09
4. "Kiss Me in the Bus" (versão demo) - 3:00
5. "Waitress In The Sky" (versão alternativa) - 2:00
6. "Here Comes A Regular" (versão alternativa) - 5:22

- Faixas 12, 14-17 inéditas.
- Faixas 12-14 são sessões outtakes com o produtor Alex Chilton.

## Créditos
- Paul Westerberg (guitarra, vocal, piano)
- Chris Mars (bateria, backing vocals)
- Bob Stinson (guitarra)
- Tommy Stinson (baixo)
- Debbie DeStaffan (direção de arte)
- Tommy Erdelyi (produtor)
- Steven Fjelstad (produtor, engenheiro de som)
- Robert Longo (ilustrações)
- Jack Skinner (masterização)